# Schlacht von Cowpens

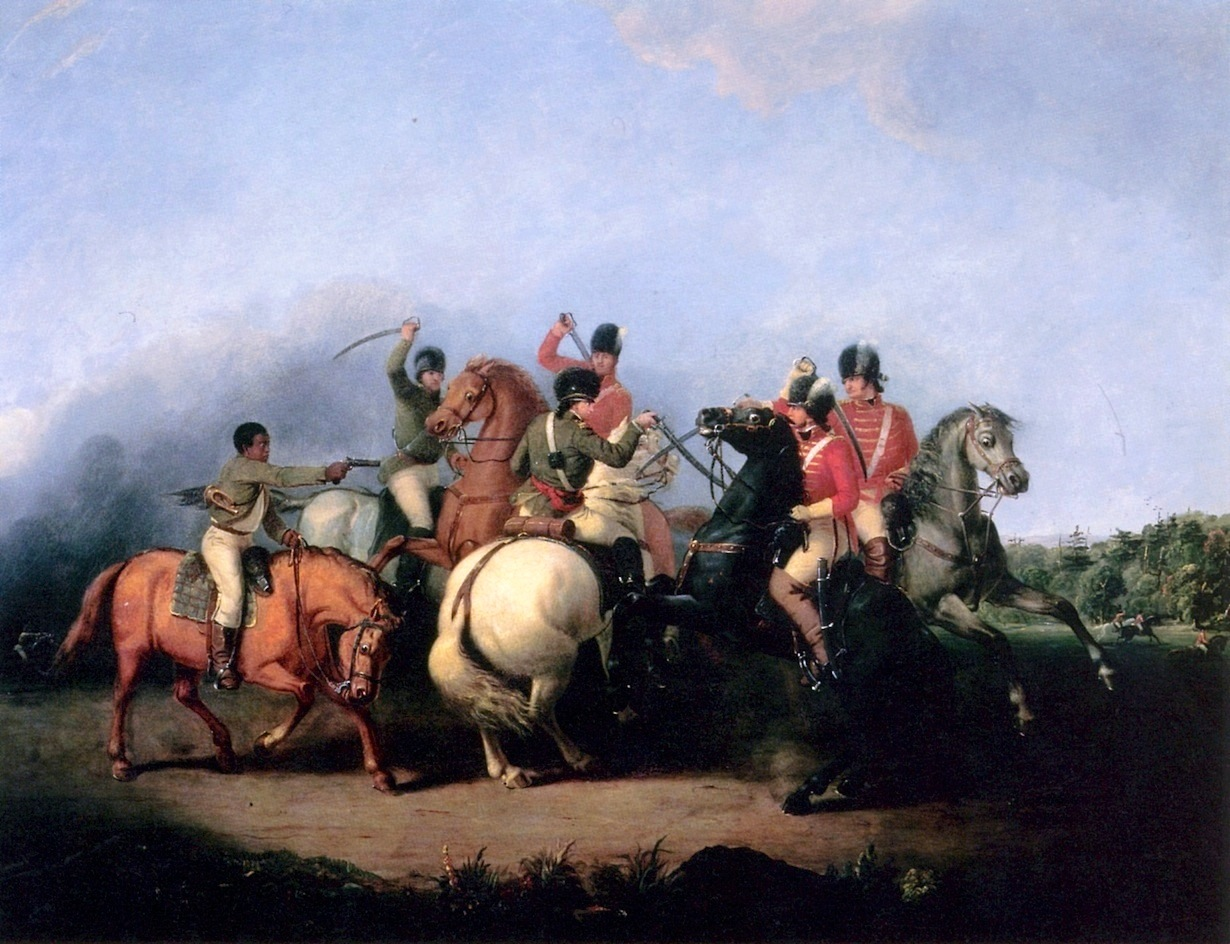
Battle of Cowpens (Ölgemälde von William Ranney, 1845)

Die Schlacht von Cowpens fand während des Amerikanischen Unabhängigkeitskrieges am 17. Januar 1781 bei Cowpens in South Carolina nahe der Grenze zu North Carolina statt. Die amerikanischen Truppen aus kontinentalen Soldaten und freiwilligen Milizen (Anhänger der politischen Gruppierung der sogenannten Patrioten unter Brigadegeneral Daniel Morgan) errangen einen eindeutigen Sieg gegen die britische Kolonialmacht und die einheimischen Loyalisten.
Nach diesem Sieg der Amerikaner gab der britische Kommandeur Cornwallis seine Bemühungen auf, South Carolina zu befrieden. Die Schlacht von Cowpens stellt damit einen bedeutenden Wendepunkt in den militärischen Auseinandersetzungen der Amerikanischen Revolution und den Entwicklungen dar, die letztlich zur Anerkennung der amerikanischen Unabhängigkeit durch das Britische Weltreich führten.
Die Schlacht ging als Meisterstück der Taktik in die Militärgeschichte ein.

## Vorgeschichte

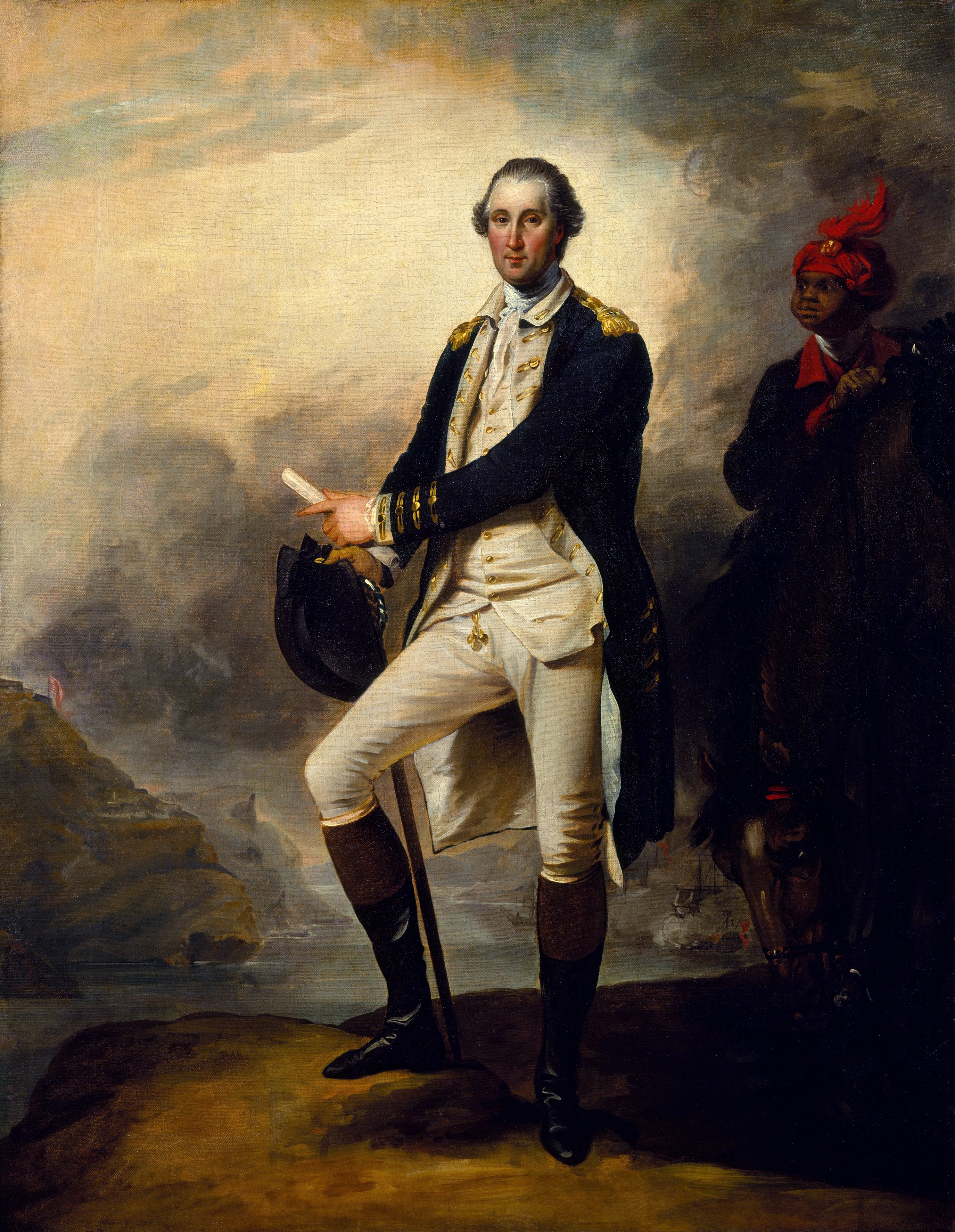
General Washington (Ölgemälde von John Trumbull)

Nach erheblichen Spannungen zwischen den amerikanischen Kolonien und dem britischen Mutterland führten Steuererhöhungen zwischen 1770 und 1775 zum Zusammenschluss der Kolonien gegen die britische Krone. Der Versuch der Briten, den sich anbahnenden Aufstand durch die Entsendung von Truppen zu unterdrücken, führte im April 1775 zum Ausbruch des amerikanischen Unabhängigkeitskrieges. Anfangs versuchten die Briten sowohl auf dem nördlichen als auch auf dem südlichen Kriegsschauplatz die Kolonien zurückzuerobern. Nach der Schlacht von Moores Creek Bridge im Jahre 1776 und dem gescheiterten britischen Versuch, Charleston über die Seeseite einzunehmen, stiegen Selbstbewusstsein und Moral der amerikanischen Truppen und unterbanden vorerst weitere Versuche der Briten, die Kontrolle im Süden wiederzuerlangen.
Nach Abschluss des von Benjamin Franklin ausgehandelten amerikanisch-französischen Bündnisses im Jahre 1778 veränderte sich das Kräfteverhältnis im Norden. Während der daraus entstandenen pattähnlichen Situation auf dem nördlichen Kriegsschauplatz entschied sich die britische Führung für ein erneutes Engagement im Süden. Davon ausgehend, dass große Teile der Bevölkerung der Krone die Treue halten würden, wollten die Briten die Loyalisten im Süden unterstützen, um letztendlich vom Süden aus auch die Revolution im Norden zu zerschlagen. Die Anstrengungen der Briten in den Jahren 1779 und 1780 waren erfolgreich. Der größte Teil der südlichen amerikanischen Kontinentalarmee wurde in den Schlachten von Savannah, Charleston und Camden aufgerieben oder geriet in Gefangenschaft. Diese Siege gaben der britischen Armee die Zuversicht, den Süden gemeinsam mit den Loyalisten bald unter Kontrolle zu bekommen. Sie rechneten nicht mit heftigem Widerstand aus dem Hinterland und den Appalachen.
General George Washington, der Kommandeur der Kontinentalarmee, übergab die Südarmee General Nathanael Greene. Bereits nach zwei Wochen im Kommando trennte er seine Streitkräfte und schickte Brigadegeneral Daniel Morgan in den Südwesten des Catawba River, nahe der heutigen Grenze zwischen North und South Carolina, um die Nachschublinien der Briten zu durchtrennen und den Aktionsradius der Briten im Hinterland und der Grenzregion der Appalachen einzuschränken. Ziel dieser Operation war auch „to spirit up the people“ – die moralische Stärkung der Bewohner der durch den Krieg und die Vorratsbeschaffung der Truppen schwer beanspruchten Region.

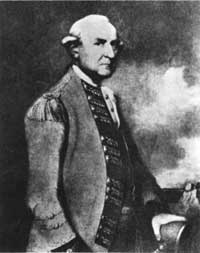
General Cornwallis (Nach einem Porträt von J. S. Copley)

Der britische Kommandeur General Cornwallis setzte Morgan den aus Liverpool stammenden Lieutenant Colonel Banastre Tarleton entgegen, der in den vorangegangenen Schlachten von Camden und Waxhaw sehr erfolgreich gewesen war. Der erst 26-jährige Tarleton hatte in Waxhaw angeblich die Soldaten der Kontinentalarmee, die sich ergeben wollten und laut zeitgenössischen britischen und amerikanischen Zeugen die weiße Flagge gehisst hatten, weiter bekämpft und getötet. Seine Weigerung, sie gefangen zu nehmen (englisch Quarter), führte zu dem geflügelten Wort „Tarleton’s Quarter“ als Begriff für „Keine Gefangenen“. Obwohl eine persönliche Beteiligung Tarletons an dem Massaker umstritten ist, wurde er von den Patrioten gehasst und als Schlächter betrachtet. Sowohl „Tarleton’s Quarter“ als auch „Rache für Waxhaw“ wurden zu Schlachtrufen der kontinentalen Armee.
Am 12. Januar 1781 entdeckten Tarletons Späher die Armee Morgans in Grindal’s Shoals am Pacolet River im Hinterland South Carolinas, und er begann, sie unaufhörlich zu verfolgen. Als Tarletons Armee näher rückte, zog sich Morgan Richtung Burr’s Mill am Thicketty Creek zurück. Nach Meldungen, dass Tarleton um ein Vielfaches näher sei als erwartet, brach er hastig das Lager ab und marschierte Richtung Cowpens, einer bekannten Kreuzung und einem wichtigen Weidegebiet in der Grenzregion.

## Beteiligte Kräfte

### Amerikanische Armee

Amerikanische Flagge (Cowpens Flag)

Die amerikanischen Truppen standen unter dem Kommando des Brigadegenerals Daniel Morgan, der in seinem offiziellen Bericht angab, nur knapp über 800 Mann in die Schlacht von Cowpens geführt zu haben. Der Historiker Lawrence Babits, der die Schlacht eingehend untersucht hat, kommt zu folgenden Zahlen:
- Abteilungen der 1. und 3. Continental Light Dragoon, der amerikanischen berittenen Infanterie (82)[8]
- Drei Abteilungen der State Dragoons (55)[9]
- Eine Kompanie Dragoner der Milizen (45)[10]
- Ein Bataillon amerikanische Infanterie (300)[11]
- Drei Kompanien Infanterie aus den Staatsarmeen (etwa 150)[12]
- Eine Brigade mit vier Bataillonen, ein weiteres Bataillon und mehrere Kompanien aus Milizen gebildete Infanterie (1255–1280)[13]

Insgesamt ergibt sich daraus eine Truppenstärke zwischen 1887 und 1912 Mann an Offizieren und Mannschaften. Die Aufteilung auf die beteiligten Staaten ergibt etwa 855 Mann aus South Carolina, 442 aus Virginia, 290 bis 315 Mann aus North Carolina, 180 aus Maryland, 60 aus Georgia und 60 Mann aus Delaware.
Die Diskrepanz zwischen den Angaben Morgans und der tatsächlichen Truppenstärke kann unter anderem durch das Eintreffen von Freiwilligen erklärt werden, die nicht in Morgans Kampfverbänden organisiert waren. Die Nachricht von der zu erwartenden Auseinandersetzung hatte sich im Hinterland verbreitet. Neben den Truppen Pickens, der erst in der Nacht kurz vor der Schlacht bei Morgan eintrafen, fanden sich etliche kleinere Gruppen kampfwilliger Männer nach dem Vorbild der „Overmountain Men“, der freiwilligen Kämpfer aus den Appalachen, unaufgefordert auf dem Schlachtfeld ein. Die amerikanischen Truppen Morgans bestanden überwiegend aus unerfahrenen freiwilligen Milizen. Daneben konnte er über einige kriegserfahrene Veteranen und einige wenige ausgebildete Milizen verfügen, die Erfahrung aus den Schlachten bei Musgrove Mill und Kings Mountain mitbrachten. Unter ihnen befanden sich auch einige der „Overmountain Men“ aus den Grenzregionen der Provinzen, die ebenfalls bei Kings Mountain gekämpft hatten.

### Britische Armee

Britische Flagge (Kings Colors)

Unter der Führung von Colonel Banastre Tarleton kämpften bei Cowpens auf britischer Seite:
- Eine Legion Loyalisten: 250 Mann Kavallerie und 200 Mann Infanterie[15]
- Eine Abteilung der 17. Light Dragoons (50)
- Eine Batterie der Royal Artillery (24) mit zwei 3-Pfündern[16] bewaffnet.[17]
- Das 7. Regiment, die Royal Fusiliers (177)
- Die Kompanie der leichten Infanterie des 16. Regiments (42)
- Das 71. Regiment, Fraser’s Highlanders (334)
- Die leichte Kompanie des Prince of Wales’s American Regiments (31)
- Eine Kompanie Aufklärer (50)

Insgesamt über 1.150 Offiziere und Mannschaften.
Davon gehörten 300 Mann zur Kavallerie und 24 zur Artillerie, während die übrigen Infanteristen waren (553 Soldaten, 281 Mann Milizen). Die Männer der Royal Artillery, des 17. Light Dragoons, des 16. und des 71. Regiments waren zuverlässige und gut ausgebildete Soldaten. Hingegen war die Abteilung des 7. Regiments gerade erst ausgehoben worden und sollte eigentlich zur Grundausbildung in die Garnison des Fort 96 gebracht werden, anstatt direkt in die Schlacht geführt zu werden. Tarletons eigene Einheit, die Britische Legion, galt als herausragend in der Verfolgung eines geschlagenen Feindes, aber als unzuverlässig, wenn dieser sich entschlossen zur Schlacht stellte.

## Auftakt der Schlacht

### Morgans taktische Überlegungen

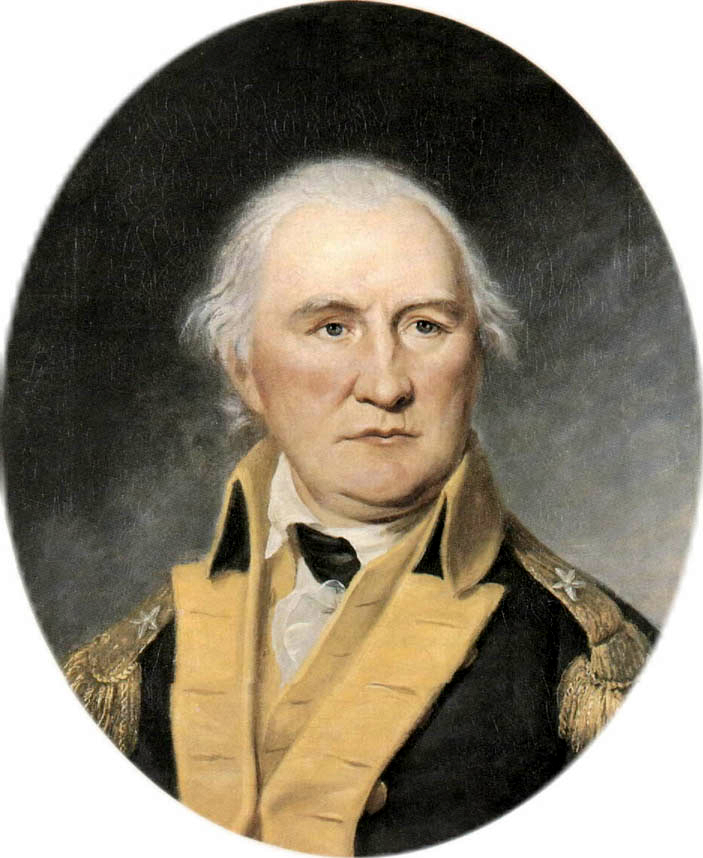
Daniel Morgan (Porträt von Charles Willson Peale)

Morgan war klar, dass er das den Verteidiger begünstigende Gelände der Cowpens und die Zeit bis zur Ankunft Tarletons zu seinem Vorteil nutzen musste. Die mit Roteichen bewachsene, hügelige Landschaft der Cowpens bot einerseits Deckung, andererseits gab es durch die intensive Beweidung dort kein Unterholz, das Bewegungen behindert hätte. Weiterhin waren die Cowpens der Masse der amerikanischen Truppen vertraut. Morgan konnte davon ausgehen, dass sowohl freiwillige Milizen aus der unmittelbaren Umgebung als auch die nachfolgenden Truppen Colonel Pickens das gewählte Schlachtfeld ohne weitere Angaben aufsuchen würden, um zu ihm zu stoßen, da sich dort bereits ein Jahr zuvor die in der Bevölkerung sehr populären Overmountain Men vor der Schlacht von Kings Mountain gesammelt hatten. Darüber hinaus kannte er sowohl seine Männer als auch seinen Gegner, wusste, wie diese sich in bestimmten Situationen verhalten würden, und nutzte dieses Wissen. Die Stellungen, die er seinen Truppen zuwies, widersprachen den herkömmlichen taktischen Auffassungen jener Zeit. Sie lagen zwischen dem Broad und Pacolet River, wodurch ein Rückzug bei ungünstigem Gefechtsverlauf unmöglich wurde. Seine Gründe für diese Entscheidung waren offensichtlich: er wollte verhindern, dass die unerfahrenen, neuen Truppenteile die Veteranen im Stich ließen und beim ersten Schuss vom Schlachtfeld flüchteten, wie es in der Vergangenheit beispielsweise in Camden vorgekommen war.
Im Zentrum seiner Stellungen befand sich ein Hügel, auf dem er der kontinentalen Infanterie ihre Stellung zuwies. Dadurch bot er ganz bewusst seine ungeschützte Flanke dem Gegner an. Morgan ging davon aus, dass Tarleton ihn dort zuerst angreifen würde, und bereitete sich entsprechend darauf vor. Er ließ die Infanterie in drei Treffen aufstellen, voneinander unabhängigen aber auf Zusammenarbeit angewiesenen taktischen Körpern in linearer Aufstellung, die mit geringem Abstand von etwa Musketenschussweite hintereinander stehen sollten. Ins erste Treffen stellte er handverlesene Scharfschützen, dahinter Milizen und ins hintere Treffen wiederum Soldaten. Die 150 von ihren Kommandeuren ausgewählten Scharfschützen des ersten Treffens stammten aus der Provinz Carolina und Georgia und wurden von Major McDowell beziehungsweise von Major Cunningham kommandiert. Hinter dieses Treffen stellte er 300 Mann der Miliz unter dem Kommando von Andrew Pickens. Das etwa 550 Mann umfassende dritte Treffen bestand aus den Überresten der amerikanischen Truppen aus Delaware und Maryland und kampferfahrenen Milizen aus Georgia und Virginia. Colonel John E. Howard sollte die amerikanischen Truppen kommandieren, die Colonels Tate und Triplett die Milizen in die Schlacht führen.
Ihm war bewusst, dass er sich in der Schlacht nicht auf die schlecht ausgebildeten Milizen des zweiten Treffens verlassen konnte, insbesondere fürchtete er eine Panik für den Fall einer britischen Kavallerieattacke. Er entschied deshalb, dass diese Milizen nur zwei Salven abfeuern und sich dann zurückziehen sollten, um sich unter dem Schutz der Reserve, der von William Washington kommandierten Kavallerie, hinter dem von erfahrenen kolonialen Soldaten gebildeten dritten Treffen neu zu formieren. In der Nacht vor der Schlacht ging er von Lagerfeuer zu Lagerfeuer, sprach seinen Männern Mut zu und erläuterte den Milizen die Bedeutung ihrer Aufgabe und die Überlegung, die dahinter stand. Dies war ein wesentlicher Schritt in Morgans psychologischer Vorbereitung seiner unerfahrenen Freiwilligen auf die Schlacht. In der zeitgenössischen und historischen Beurteilung Morgans, beispielsweise durch Baron von Steuben, begründete unter anderem dieses Vorgehen der Einbeziehung jedes einzelnen Mannes ungeachtet seines Ranges in die Anlage der Schlacht seinen militärischen Erfolg.
Die Bewegung des zweiten Treffens sollte zudem die Briten vom dritten ablenken. Der Zweck dieser Anlage des Gefechts war, den Angreifer, der das dritte Treffen hügelan angreifen würde, bereits vor dem eigenen Gegenangriff zu schwächen und zu desorganisieren. Howards Männer des dritten Treffens würden sich durch den erwarteten Angriff nicht demoralisieren lassen, und im Gegensatz zur unerfahrenen Miliz würden sie dem Angriff auch standhalten können. Das erste und zweite Treffen würde die angreifenden britischen Truppen bereits abgenutzt haben, bevor das dritte überhaupt zum Zug kam.
Morgan platzierte seine Männer in einer leichten Hinterhangstellung. Damit nutzte er eine bekannte Schwäche der Briten, in der Schlacht zu hoch zu zielen. Zudem erlaubte die Hinterhangstellung es Morgans Männern, gegen das Licht der aufgehenden Sonne zu feuern; die auf dem Hügelkamm stehenden Briten sollten mit ihren Silhouetten ein leichteres Ziel für seine Scharfschützen bieten. Mit einer Schlucht am rechten und einem Bach am linken Flügel waren Morgans Truppen gegen Flankenmanöver zu Beginn der Schlacht weitgehend geschützt. Morgan sagte dazu:

“the whole idea is to lead Benny [Tarleton] into a trap so we can beat his cavalry and infantry as they come up those slopes. When they’ve been cut down to size by our fire, we’ll attack them.”

Der Historiker John Buchanan schrieb über die taktische Leistung Morgans, dieser sei vermutlich „der einzige General auf jedweder Seite der amerikanischen Revolution gewesen, der einen bedeutenden eigenständigen taktischen Gedanken gehabt hatte.“

### Tarletons Ankunft und Aufstellung

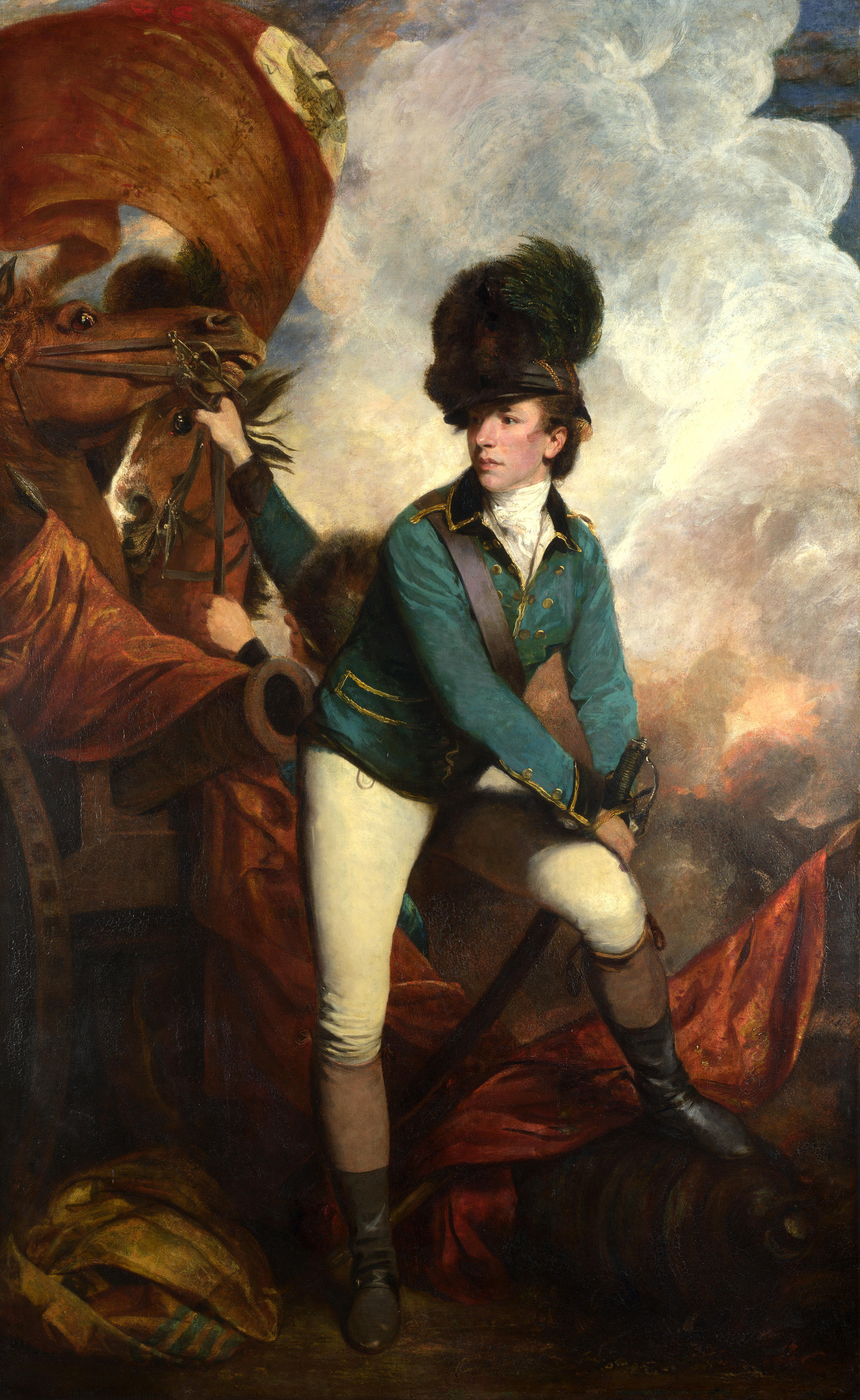
Banastre Tarleton (Ölgemälde von Joshua Reynolds, 1782)

Am 7. Januar 1781 ließ Tarleton seine Truppen um 2:00 Uhr morgens wecken und setzte seinen Marsch in Richtung Cowpens fort. Babits stellte fest, dass die britischen Truppen in den fünf Tagen vor der Schlacht erheblichen körperlichen Belastungen ausgesetzt wurden, deren Ausgleich Ruhe und entsprechende Ernährung erfordert hätten. Laut Babits gingen den Briten 48 Stunden vor der Schlacht die Nahrungsvorräte aus, und die Männer hatten weniger als vier Stunden geschlafen. Tarletons Brigade marschierte, teilweise im Laufschritt, über schwieriges Gelände, durch Sümpfe und über die nach heftigen Regenfällen stark angeschwollenen Flüsse. Aber Tarleton hatte den Sieg vor Augen und wollte keine Verzögerung dulden, als er das Schlachtfeld erreichte. Seine Späher hatten ihm von dem Gelände berichtet, in dem Morgan sich zur Schlacht stellen werde, und er war siegesgewiss. Immerhin waren Morgans Männer, überwiegend Milizionäre, zwischen der erfahrenen britischen Armee und einem Fluss eingekeilt.
Auf dem Schlachtfeld angekommen, stellte er seine Truppen direkt gegenüber der Kontinentalarmee auf. Siegesgewiss schickte er seine erschöpften Männer in die Schlacht. Sein Plan war einfach. Seine Kavallerie war mit drei zu eins deutlich überlegen, und im Gegensatz zu den Amerikanern verfügte er über Artillerie. Er entschied sich für einen Frontalangriff mit der Infanterie und erfüllte damit Morgans Erwartungen. Die Masse seiner Infanterie stellte sich in einer Linie auf, um direkt gegen Morgan vorzugehen. Das Zentrum der Linie bildete die Britische Legion, die von je einer Kanone links und rechts flankiert wurde. Links von der Legion setzte Tarleton die Royal Fuseliers ein, rechts die leichte Infanterie. Die Flanken schützte er durch je eine Einheit von 50 Dragonern. Das 250 Mann starke Bataillon der schottischen Highlander unter Major Arthur MacArthur, einem langgedienten und erfahrenen Soldaten der Holländisch-Schottischen Brigade, bildete die Reserve. Außerdem behielt Tarleton die 200 Mann starke Kavallerie für die Verfolgung des geschlagenen Feindes in Reserve. Diese beiden Truppenteile befahl er etwa 140 Meter hinter seine Angriffslinie.

## Verlauf der Schlacht

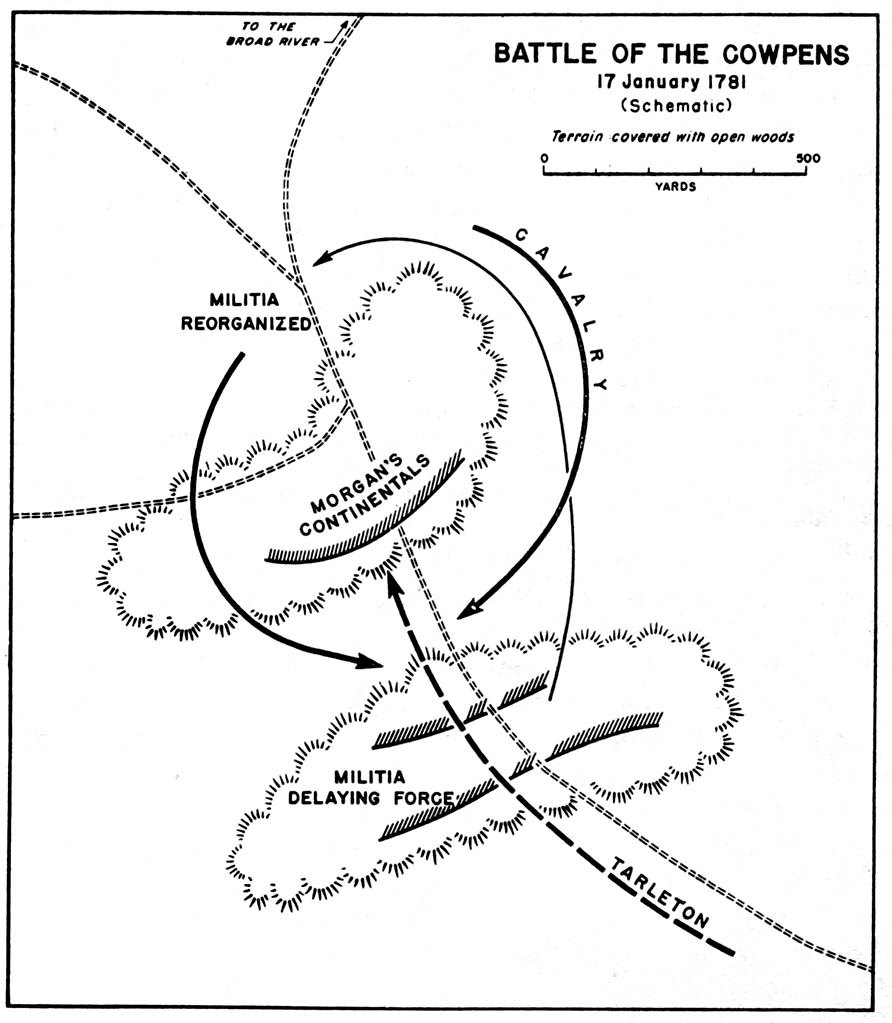
Schlacht von Cowpens, 17. Januar 1781

Morgans Plan funktionierte perfekt: Nach Tarletons Aufmarsch konnten die Scharfschützen aus der Deckung beim ersten Angriff der Briten 15 Dragoner verwunden oder töten, bevor sie sich auf die Höhe des zweiten Treffens zurückzogen. Die Briten zögerten kurz, marschierten aber weiter vor und trafen auf die Milizen, die auf Befehl zwei Salven in die britischen Reihen feuerten. Die Verluste der Briten betrafen zu 40 % die Offiziere, worauf sich die britischen Linien überrascht und verwirrt vorübergehend zurückzogen. Sie formierten sich neu und drangen wieder auf die amerikanische Armee ein. Die Milizen unter Colonel Pickens schienen sich aus britischer Sicht aufzulösen und nach hinten zu fliehen. Tarleton reagierte darauf, indem er einem seiner Offiziere namens Ogilvie befahl, mit einigen Dragonern in die Reihen der seiner Ansicht nach geschlagenen Amerikaner einzubrechen. Seine Männer griffen in exerziermäßiger Formation an und wurden sofort vom Feuer der Musketen der Milizionäre erfasst, ohne sich aber aufhalten zu lassen. Die Briten brachen erfolgreich durch die Reihe der Amerikaner und hielten sich bereits für siegreich. Aber nachdem sie bereits Schwung verloren und Verluste erlitten hatten, trafen sie auf eine weitaus stärkere Linie. Die tiefe Staffelung der amerikanischen Linien schwächte die Wucht des Angriffs. Nachdem die Briten den Rückzug der ersten beiden Treffen als Flucht missverstanden hatten, prallten sie auf die letzte Gefechtslinie der disziplinierten Berufssoldaten, die den Hügel hielten.
Trotzdem glaubte Tarleton, dass er die einzige für ihn sichtbare noch standhafte Reihe Amerikaner würde besiegen können, und schickte seine Infanterie in einen erneuten Frontalangriff. Die Highlander wurden an die Flanke der Amerikaner befohlen. Unter dem Befehl Howards schwenkten die Amerikaner zurück, um ein Umgehen der rechten Flanke durch die Briten zu verhindern. Den vermeintlichen Sieg vor Augen und völlig desorganisiert, folgten ihnen die Briten, die den geordneten Rückzug der Truppen als Flucht interpretierten. Unerwartet wendete Howard seine Männer und feuerte eine Salve in die britischen Verfolger. Tripletts Musketiere attackierten ebenfalls mit verheerenden Folgen für die Briten, während die Kavallerie unter Washington und McCall zum Angriff überging. Von den Amerikanern gestellt, flohen die britischen Dragoner. Nachdem Washington die Truppen Ogilvies bezwungen hatte, ritt er ebenfalls gegen die britische Infanterie an. Als der britische Angriff endgültig zum Stehen gekommen war, schlug die amerikanische Kavallerie an der rechten Flanke und von hinten zu, während die wieder formierte Miliz hinter dem Hügel aus der Deckung erneut antrat. Sie hatte die gesamte amerikanische Stellung einmal umrundet, um die Briten in der linken Flanke zu treffen.
Der Schock über diesen plötzlichen Gegenangriff und das Wiederauftauchen der Milizen an den Flanken, an denen die erschöpften Männer Tarletons ihre eigene Kavallerie erwarteten, entmutigte die Briten so sehr, dass mehr als die Hälfte der britischen und loyalistischen Infanterie zu Boden fiel, ob verwundet oder nicht. Ein Vorgang, den der Historiker Lawrence Babits als Battle Fatigue (Shell Shock) diagnostizierte, der eine Form der akuten Belastungsreaktion in Kriegssituationen bezeichnet. Gefangen in einer doppelten Umfassung durch die amerikanischen Truppen, gaben viele der Briten auf.

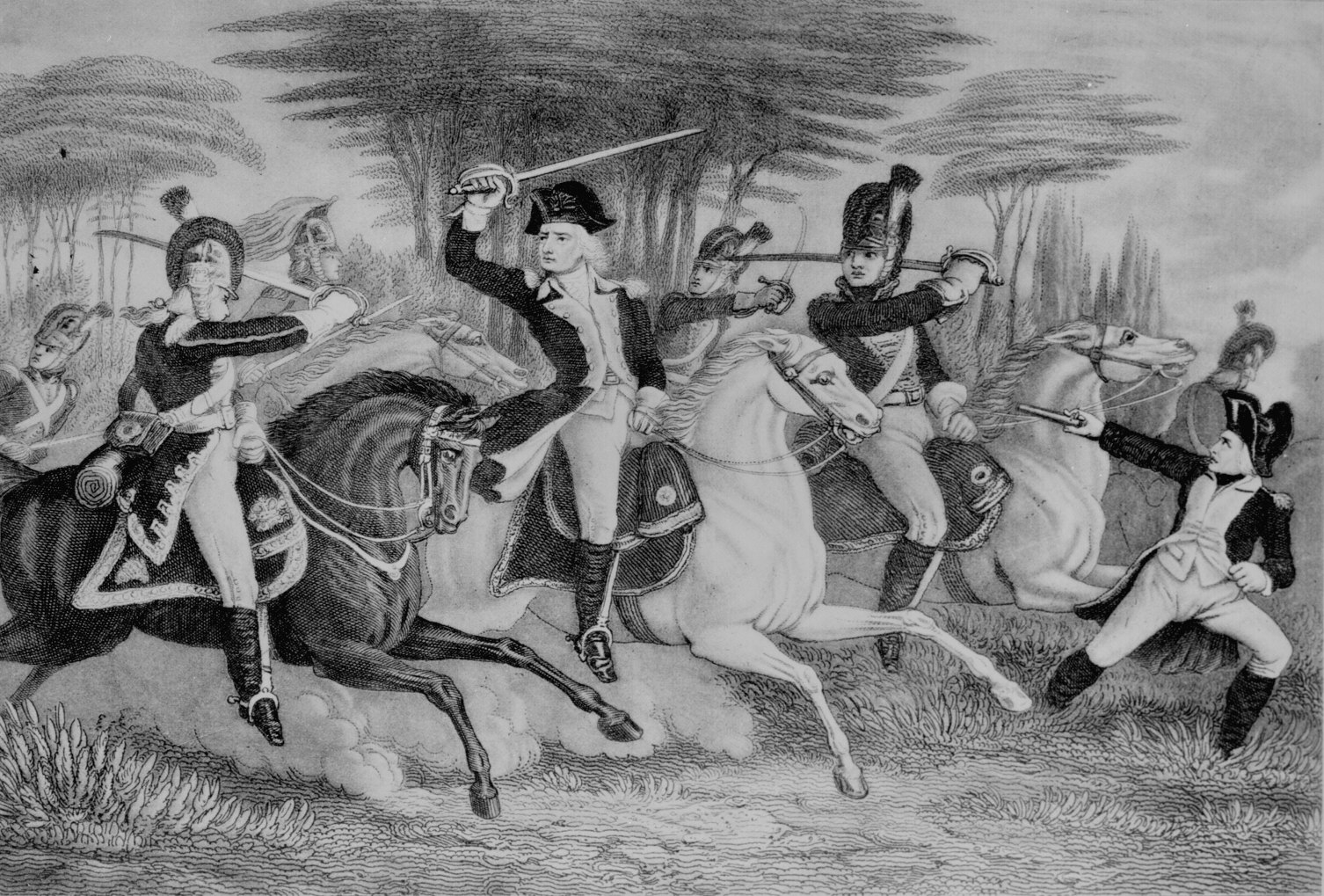
William Washington in der Schlacht (Stich von S. H. Gimber, 1781)

Nachdem der rechte Flügel und das Zentrum der britischen Formation zusammengebrochen war, kämpfte lediglich eine kleine Gruppe der Highlanders noch gegen einen Teil der Truppen unter Howard. Tarleton erkannte die aussichtslose Lage und ritt zu seiner einzig verbliebenen frischen Einheit, der Kavallerie, die er in Reserve behalten hatte. In einem verzweifelten Versuch, wenigstens noch etwas zu retten, organisierte er eine Gruppe Kavalleristen, um zumindest die Kanonen nicht in die Hände der Amerikaner fallen zu lassen. Als er erkannte, dass diese bereits erobert waren, kehrte er zurück auf das eigentliche Schlachtfeld. Nachdem er dort sofort von den Truppen Washingtons angegriffen worden war, entschloss er sich endgültig zur Flucht. Angeblich stellte ihn General Washington auf diesem Rückzug mit dem Säbel, aber Tarleton erschoss Washingtons Pferd und konnte fliehen.
Die von den vorangegangenen Schlachten und der berüchtigten Grausamkeit Tarletons aufgebrachten Patrioten konnten von Morgan, gemeinsam mit Pickins und Howard, daran gehindert werden, den Briten „Tarleton’s Quarter“ heimzuzahlen. Es kam dank der Führungsqualitäten Morgans nicht zu Übergriffen gegen die Gefangenen, die die Bedeutung dieses Sieges letztlich geschmälert hätten.
86 % der Armee Tarletons wurden gefangen, verwundet oder getötet: Morgans Truppen nahmen 712 britische und königstreue Soldaten gefangen, 200 davon verwundet, 110 Briten waren gefallen. Daneben konnten 2 Kanonen, 2 Regimentsfahnen, 53 Karren, 100 Pferde, 800 Musketen, eine transportable Schmiede, 60 Sklaven und, wie Morgans Bericht an Greene besagte, „die gesamte Musik“ erbeutet werden. Ein verheerender Schlag für die Briten, denn die verlorenen Truppen, insbesondere Tarletons Legion und die Dragoner, gehörten zu den besten Soldaten der Armee von Cornwallis. Wesentlich für den weiteren Verlauf des Krieges war jedoch nicht nur die Anzahl der Gefallenen und Gefangenen, sondern vor allem die Vernichtung der Kampfeinheiten in Tarletons Brigade und der Britischen Legion, einer der angesehensten Einheiten der britischen Expeditions-Armee.
Nach den Angaben Flemings wurden auf Seiten der Amerikaner 12 Soldaten getötet und 62 verwundet. Babits hingegen geht davon aus, dass die 73 Gefallenen aus dem offiziellen Bericht aus Morgans Feder nur die Toten seiner regulären Truppen umfasst haben; er konnte 128 getötete oder verwundete Amerikaner anhand ihrer Namen identifizieren. Darüber hinaus präsentiert er einen Eintrag in den Urkunden des Staates North Carolina, nach dem 68 Soldaten und 80 Milizionäre getötet wurden. Es scheint, als seien sowohl die Verluste als auch die Truppenstärke, die Morgan in seinem Bericht angab, etwa nur halb so hoch, wie es tatsächlich der Fall war.
Daniel Morgan hatte eine Schlacht brillant geschlagen, deren Taktik der doppelten Umfassung mit der Schlacht von Cannae verglichen wurde. Seine Entscheidungen und seine Führungsqualitäten hatten es ermöglicht, mit einer überwiegend aus freiwilligen Milizen bestehenden Armee einen der eindeutigsten Siege des Krieges zu erringen.

## Folgen der Schlacht

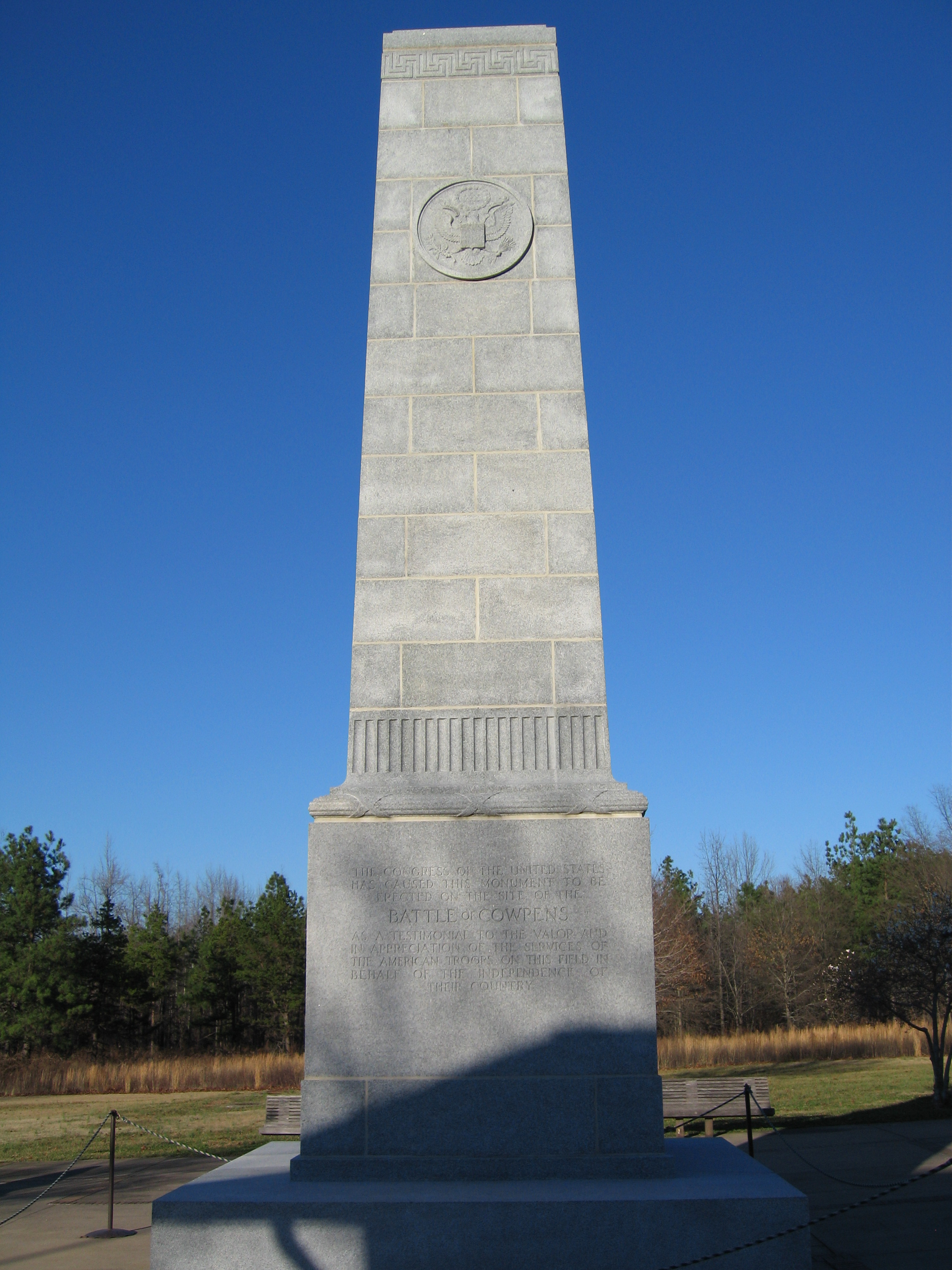
Denkmal auf dem Schlachtfeld

Nach dem Debakel in der Schlacht von Camden war der überraschende Sieg bei Cowpens ein Wendepunkt für die psychologische Verfassung der Amerikaner. Er ermutigte nicht nur die Bürger aus dem Hinterland, sondern alle gegen die Briten rebellierenden Menschen in den südlichen Kolonien. Nach dieser Schlacht waren sie bereit, weiter um ihre Freiheit zu kämpfen, während die britischen und loyalistischen Truppen demoralisiert waren. Die Vernichtung eines so renommierten und wesentlichen Teiles der britischen Armee im Süden war gegen Ende des Krieges von entscheidender Bedeutung; nicht nur war Tarletons Britische Legion vollständig zerschlagen worden, sondern eine überwiegend aus freiwilligen Milizen bestehende Armee hatte den gut ausgebildeten britischen Soldaten diese Niederlage zugefügt. Gemeinsam mit dem Sieg in der Schlacht von Kings Mountain war Cowpens der entscheidende Schlag gegen Cornwallis, der wahrscheinlich einen Großteil des Widerstandes im Süden hätte niederschlagen können, wenn Tarleton in Cowpens gesiegt hätte. Stattdessen war die Schlacht Auslöser für eine Reihe von Ereignissen, die zum Ende des Krieges führten.
Nach John Marshall „hatte selten eine Schlacht, in der keine größeren Truppen beteiligt waren, zu solch wesentlichen Konsequenzen geführt, wie die von Cowpens“. Sie gab General Nathanael Greene in der Beurteilung des britischen Staatsmannes Sir G. O. Trevelyan die Möglichkeit, eine Kampagne mit für die Briten überraschenden Wendungen durchzuführen, die Cornwallis durch eine „ungebrochene Kette von Konsequenzen zu der Katastrophe von Yorktown führte, die letztendlich Amerika von der britischen Krone löste“.
Als unmittelbare Folge der Niederlage bei Cowpens gab Cornwallis seine Bemühungen auf, South Carolina zu befrieden. Er verfolgte Greenes Truppen nach North Carolina, um eine Entscheidungsschlacht im Süden zu erzwingen. Nach einer langen Verfolgungsjagd, dem sogenannten Race to the Dan, traf er in der Schlacht von Guilford Court House auf Greene und errang einen Pyrrhussieg, der ihn 500 Mann kostete, die zu ersetzen den Briten nicht gelang. Greene, der in der Schlacht 1300 Mann verloren hatte, konnte diesen Verlust verschmerzen und im Rücken des nach Norden ziehenden Cornwallis machte er dessen Eroberungen im Süden zunichte. Cornwallis Armee war so geschwächt, dass er sich nach Yorktown zurückziehen musste, um seine Truppen ausruhen zu lassen. Cornwallis wurde abgeschnitten, wodurch George Washington gemeinsam mit dem verbündeten französischen Generalleutnant de Rochambeau die Chance bekam, eine Entscheidungsschlacht herbeizuführen. Sie stellten die Briten in der Schlacht von Yorktown mit 15.000 Mann. Am 17. Oktober 1781 bat Cornwallis um einen Waffenstillstand und übergab sein Kommando und knapp 8000 Soldaten am 19. Oktober 1781. Diese Niederlage führte dazu, dass die Briten ihre Versuche aufgaben, die amerikanischen Kolonien wiederzuerobern und Nordamerika zu halten. Die Friedensverhandlungen begannen 1782 zwischen den Briten und ihren ehemaligen Kolonien; im Jahre 1783 im Frieden von Paris erkannte Großbritannien schließlich die Unabhängigkeit der dreizehn Kolonien an.

## Gedenken an die Schlacht
- Das Schlachtfeld ist als historische Stätte geschützt: Cowpens National Battlefield, ein 3,41 Quadratkilometer großes Gebiet, das am 4. März 1929 vom Verteidigungsministerium eingerichtet wurde und seit 15. Oktober 1966 im National Register of Historic Places registriert ist. Es liegt auf dem Gebiet South Carolinas unweit der Grenze zu North Carolina unweit der Stadt Chesnee bei den Koordinaten 35° 08″ 12′ nördlicher Breite und 81° 49″ 05′ westlicher LängeKoordinaten: 35° 4′ 52,3″ N, 81° 29′ 25,8″ W. Jährlich wird das Schlachtfeld von über 200.000 Besuchern[43] besichtigt.[44]
- Zwei Schiffe der United States Navy wurden im Gedenken an die Schlacht Cowpens genannt, ein Leichter Flugzeugträger mit der Bezeichnung Cowpens sowie der Lenkwaffenkreuzer Cowpens.

## Die Schlacht im Film
- Die letzte Schlacht in dem Film Der Patriot wird durch zwei historische Schlachten der amerikanischen Revolution inspiriert: Cowpens und Guilford Courthouse. Die Amerikaner nutzten dort die grundlegenden Taktiken der beiden Schlachten; der Name der Schlacht und der siegreichen Truppen wurde der Schlacht von Cowpens entlehnt, während die Truppengröße und die beteiligten Generäle Nathanael Greene und Lord Cornwallis der Schlacht von Guilford Courthouse zuzurechnen sind.
- Der von Alan Alda produzierte Film Sweet Liberty parodiert die Freiheit, die sich eine Filmcrew beim Verfilmen der Schlacht von Cowpens nimmt.